# إيفي إيفلين وودوارد
Ivy Evelyn Haslam MD MRCP (née Woodward ؛ 30 May 1877 - 11 January 1957) ممارس طبي بريطاني. في عام 1909 أصبحت أول عضوة في الكلية الملكية للأطباء (RCP).
وُلدت وود في كينت، وهي الأكبر بين ستة أطفال، وتلقى تعليمه في بروملي قبل دراسة الطب في كلية لندن للطب للنساء. بعد الحصول على عضويتها في الحزب الشيوعي الثوري في عام 1909، واصلت وظائفها في المستشفى الملكي الحر، بما في ذلك مساعد طبيب الأمراض. في عام 1915، أصبحت زميلة في الجمعية الملكية للطب. كان آخر موعد معروف لها هو المساعدة السريرية، قسم العيادات الخارجية للأطفال، مستشفى غرب لندن.  

تزوج وودوارد الجراح آرثر تشارلز هسلام وأنجبا خمسة أطفال. في عام 2018، ظهرت في معرض RCP «هذا السؤال الفاسد: 500 سنة من النساء في الطب».

## النشأة والتعليم
ولدت Ivy Evelyn Woodward في 30 مايو 1877 في فوتس كراي، كينت. كان والداها إليزابيث وودوارد (ني أديس) (1854-1932)، ولدت في بليموث، ديفون، وهاري وودوارد (1848-1901)، محام من مارس، كامبريدجشاير. كانت أكبر ستة أطفال، مع الأخوات دوروثي ماي، مارجوري، سيسيلي رافنسكروفت، والأخوة هنري وهاري، وجميعهم ولدوا بين عامي 1878 و 1886.
حصلت على شهادة في يناير 1895 في مدرسة بروملي الثانوية، وحصلت على شهادة الامتحان المتوسط في الفنون عام 1896. سجلت كطالبة طب في 13 مايو 1897، بعد أن بدأت دراستها في كلية لندن للطب للنساء في 3 مايو 1897. اجتازت امتحان العلوم المتوسطة والعلوم الأولية في عام 1898 من كليات بيدفورد والجامعة واستمرت للحصول على مؤهل الطب المتوسط في يوليو 1900. اجتازت MB في عام 1903، بكالوريوس في عام 1904،  وحصلت على الدكتوراه(لندن) في عام 1908، إلى جانب دوروثي كريستيان هير (1876-1967). حصلت على الميدالية الذهبية MD من جامعة لندن، والتي لا تزال تُمنح لأفضل أداء من قبل طالب الطب في السنة النهائية.

## مهنة طبية
تم قبول وودوارد كأول امرأة عضو في الكلية الملكية للأطباء في يوليو 1909. 
في عام 1905، تم إدراجها في الدليل الطبي كطبيبة منزلية في المستشفى الملكي الحر، بينما كانت تعيش في 12 West Cromwell Road ، London. في عام 1910، تم إدراجها في الدليل الطبي كمسجل طبي، المستشفى الملكي الحر، بعد أن كانت في السابق أمين المتحف، ومتظاهرة في علم الأنسجة المرضية، ومساعدًا سريريًا، ومساعدًا في علم الأمراض السريرية. عملت أيضًا في هذه الفترة كمساعدة إكلينيكية ثم مساعدة إكلينيكية أولية في قسم الأطفال في المستشفى الجديد للنساء، والمسؤولة الطبية للمدارس المساعدة لمجلس مقاطعة لندن والفاحص الطبي لمدرسة كينسينغتون الثانوية ومدرسة نوتينغ هيل الثانوية. وشملت وظائفها الأخيرة أيضًا مساعدًا سريريًا في المستشفى الملكي لأمراض الصدر، ومسؤول طبي مقيم كبيروصغير في مستشفى بلغريف للأطفال.
أدرجها دخولها في الدليل الطبي في عام 1915 كزميل في الجمعية الملكية للطب وعضو في جمعية النساء الطبيات المسجلات (لاحقًا اتحاد النساء الطبيات). بالإضافة إلى أدوارها السابقة في المستشفى الملكي الحر، تم تضمين وظائف سابقة كطبيبة أمراض مشتركة في المستشفى الجديد للنساء وأخصائية فخرية في مستشفى وارنفورد، ليمينغتون.
في عام 1930، تم إدراجها كطبيبة منزلية في المستشفى الملكي الحر، والمسؤول الطبي المقيم في مستشفى بلغريف للأطفال. وبحلول عام 1935، كانت مسؤولة طبيا في مركز كامبريدج هاوس ومراكز رعاية الرضع في ساوثفيلد، والمفتش الطبي المحلي في مدرسة وايكومب الثانوية. في عام 1940، تم إدراجها في الدليل الطبي كمساعدة إكلينيكية، قسم العيادات الخارجية للأطفال، مستشفى غرب لندن. 

## الحياة الشخصية
في عام 1910، تزوجت من الجراح آرثر تشارلز هسلم، FRCSEng (1873 - 15 مارس 1927) في كنسينغتون، لندن. بعد زواجهما، عاشا في بروملي، كينت. كان لديهم خمسة أطفال: ريتشارد فريدريك (29 يونيو 1912 - مارس 1990)، وجورج ميلفيل (18 يونيو 1914 - 1962)، ومارجريت إليزابيث (1916-2000)، وكاثرين أليس (5 يونيو 1918 - 1984)، وروث ماريا (1920–1920 2007). بعد ترملها في عام 1927، انتقلت Ivy Haslam إلى Gerrards Cross. في السجل الوطني لعام 1939، تم تسجيلها على أنها تعيش مع ابنها ريتشارد، ابنة زوج كاثلين، وابنتها كاثرين في إيتون، باكنغهامشير.

## الموت والإرث
توفي وودوارد في 11 يناير 1957 في مستشفى سانت ستيفن، لندن، عن 79 عامًا.
في عام 2018، شاركت، مع أول عضوة في الكلية الملكية للجراحين، Dossibai Patell ، في معرض «هذا السؤال الفاسد: 500 سنة من النساء في الطب»، وهو معرض أقيم في متحف الكلية الملكية للأطباء من سبتمبر 2018 إلى يناير 2019.